# Paracryptocanthon borgmeieri
Paracryptocanthon borgmeieri är en skalbaggsart som beskrevs av Maria Aparecida Vulcano, Guido Pereira och Martinez 1976. Paracryptocanthon borgmeieri ingår i släktet Paracryptocanthon och familjen bladhorningar. Inga underarter finns listade i Catalogue of Life.